# Sandy Hook (New Jersey)
Pour les articles homonymes, voir Sandy Hook.
Sandy Hook est un cordon littoral de la ville de Middletown au New Jersey. Long d’environ 9,7 km et large de 800 mètres, il se referme sur la Baie de Sandy Hook, située au sud de la Baie de Raritan, en l’isolant de l’océan Atlantique.
La rive Est comporte un certain nombre de plages publiques. La côte océanique, particulièrement pittoresque, est un lieu d’excursion très prisé.
Anciennement territoire des Lenapes, c'est un des premiers lieux où les colons européens ont débarqué (1609).
Dans les années 1830, Sandy Hook devient le nom d'une chronique très lue car riche en nouvelles fraîches, signée tous les jours dans le Journal of Commerce par Alexander Jones, qui sera quinze ans plus tard le premier directeur de l’Associated Press. Il signe « Sandy Hook » car il a installé un sémaphore sur l'île, permettant de transmettre, par télégraphe optique et avec quelques heures d'avance, les nouvelles amenées d'Europe par les gros navires qui traversent l'Atlantique.

## Description
Sur le plan géologique, Sandy Hook est un promontoire sablonneux, prolongement d’une île-barrière qui longe la côte du New Jersey, séparée du continent par l’estuaire de la Shrewsbury. À l’ouest, la péninsule ferme la Baie de Sandy Hook, qui est un bras de la Baie du Raritan. Cette péninsule de 6,74 km2 a été découverte par l’explorateur anglais Henry Hudson, et Sandy Hook fut un mouillage de prédilection pour les navires jusqu’à l’aménagement du port de New York.
Sandy Hook fait partie de l’agglomération de Middletown, bien qu’elle en soit physiquement séparée. La péninsule étant une réserve fédérale, il ne s'agit là que d'une décision administrative. Les faubourgs de Highlands dominent la portion sud de l’île.

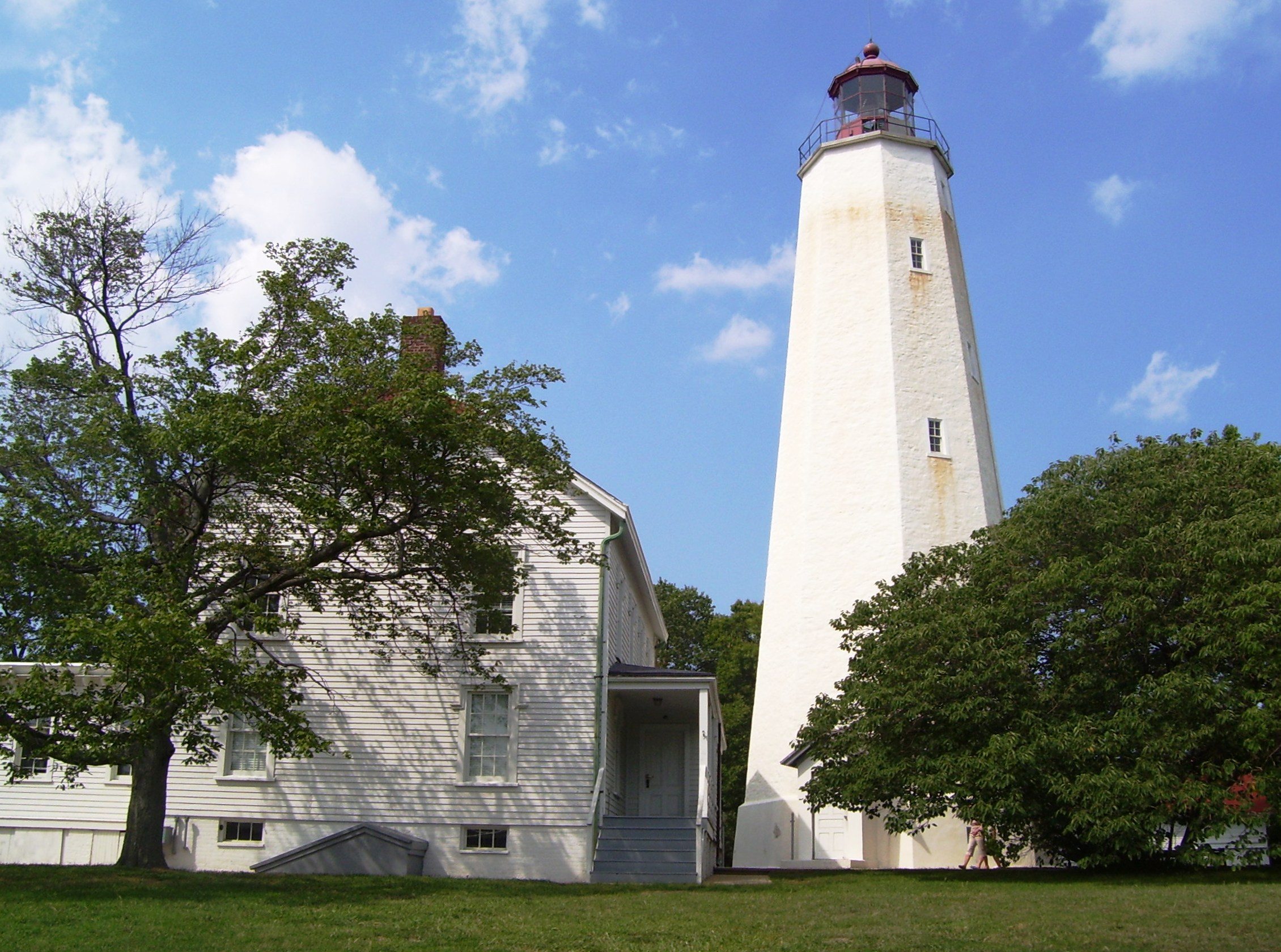
Le phare de Sandy Hook
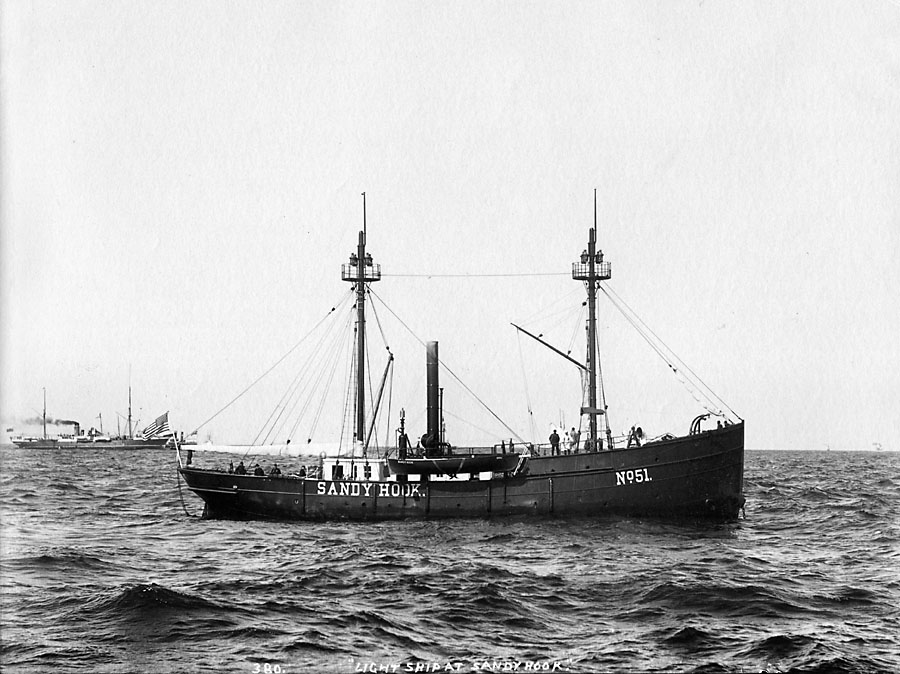
Un schooner à Sandy Bay (années 1890)
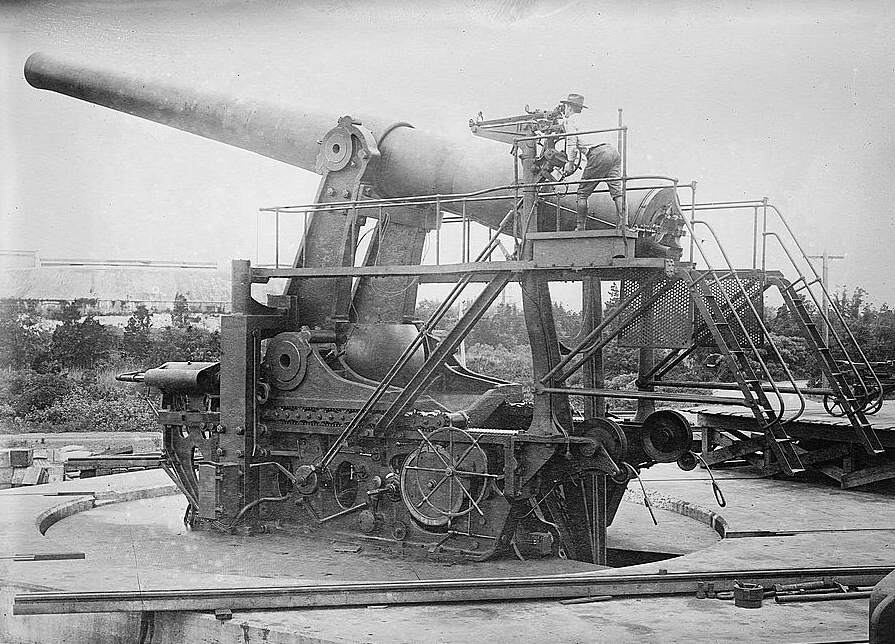
Une pièce d'artillerie du fort.

Sandy Hook est une propriété du gouvernement fédéral dont la gestion a été confiée au National Park Service en tant que mandataire pour le site de Sandy Hook du Gateway National Recreation Area. Le rivage est de l'île a été aménagé en plusieurs plages publiques : North Beach, Gunnison Beach, et South Beach. À l'extrémité sud, outre des stations de pêche, il y a un restaurant de poisson, le SeaGull's Nest. Les plages de l'île sont parmi les plus appréciées de tout le New Jersey et sont desservies en saison par des ferries. Gunnison Beach est de plus la plus grande plage naturiste de la Côte Est des États-Unis,.
L'ancien arsenal de Fort Hancock, au nord de la péninsule, est ouvert au public. Le centre d'essais de Sandy Hook (Sandy Hook Proving Ground) a été en service de la fin de la guerre de Sécession jusqu'en 1919, date à laquelle les matériels furent transplantés à Aberdeen (Maryland), puis a abrité une batterie de DCA équipée de missiles Nike. La batterie de Sandy Hook est l'une des seules conservées intactes. Presque toutes les autres batteries du fort sont fermées au public pour raisons de sécurité, à l'exception de Battery Potter (visitable sur réservation) et de Battery Gunnison (en cours de réparation par des bénévoles), avec ses deux canons M-1900 de calibre 152 mm, amenés là en 1976. Les visiteurs peuvent voir un missile Nike, la plate-forme de lancement du missile, et une station radar avec ses ordinateurs datant des années 1960.
Le phare de Sandy Hook se trouve dans l'enceinte du fort, de même que la Marine Academy of Science and Technology (MAST), lycée militaire de l'US Navy. Guardian Park, à l'entrée de Fort Hancock, est une plaza encadrée par deux missiles Nike. Certains bâtiments de Fort Hancock ne sont pas visitables car leur stabilité est mise en doute.